# Reset (manga)
Pour les articles homonymes, voir Reset.
Reset (リセット, risetto) est un manga de Tetsuya Tsutsui paru en 2005 au Japon aux éditions Square Enix. Il est édité en France chez Ki-oon le 8 juin 2006.

## Synopsis
Des gens tentent de se tuer dans d'étranges circonstances. Un slogan flotte sur les murs : « Votre vie est un échec. Appuyez sur reset. »
Une jeune femme, un professeur débutant et un hacker se retrouvent impliqués dans un jeu de réalité alternative morbide.

## Personnages
- Shunsuke Kitajima : c'est un ancien pirate informatique, il purge une peine de travaux d'intérêts généraux pour le gouvernement. Il enquête sur le jeu Dystopia et les crimes qui les entourent.

- Hitomi Shinohara : femme au foyer avec une vie assez ennuyeuse, jusqu'au jour ou son mari est pris en otage dans la banque ou il travaille. Elle va ensuite jouer au jeu en ligne Dystopia en découvrant que son défunt mari y possédait un compte. Elle fera équipe avec Shunsuke Kitajima pour comprendre ce qui se passe dans l'univers de ce jeu.

- GM : c'est le maître de jeu de Dystopia. Son vrai nom est Hiro Yano

- Yoshioka : c'est un professeur et ami de Hitomi Shinohara. Il verra sous ses yeux un de ses élèves, Kijima Daisuke, tenter de se suicider en se jetant depuis la fenêtre de sa résidence.

- Tsutomu Shinohara : c'est le mari de Hitomi Shinohara, rencontré à la suite d'une émission de télé Japonaise qui a pour but de former des couples en direct. Après avoir joué à Dystopia et la prise d'otage de sa banque, il se suicide en se jetant dans le vide depuis son appartement.

- Kijima Daisuke : c'est un collégien ayant joué au Dystopia. Après la visite de son professeur Yoshioka à son domicile il essaie de se suicider en se jetant par la fenêtre, mais il survit à sa chute grâce au garage à vélo de l'immeuble qui amortit le choc. Arrivé à l'hôpital, il avoue à son professeur avoir vu la fameuse phrase " votre vie est un échec, appuyez sur reset ".

- Masako Yano : la concierge de l'immeuble, également la mère de GM. Elle chouchoute son fils reclus devant son ordinateur à régner sur Dystopia et n'hésite pas à se transformer en meurtrière pour lui faire plaisir.

## Manga

### Fiche technique
- Édition japonaise : Square Enix
  - Nombre de volumes sortis : 1
  - Date de première publication : 2005
  - Prépublication :
- Édition française : Ki-oon
  - Nombre de volumes sortis : 1
  - Date de première publication : juin 2006  (ISBN 978-2-91551-319-6)
  - Format : 130 mm x 180 mm
  - 242 pages

### Liste des chapitres
1. épisode 1 : Another world
2. épisode 2 : Dystopia
3. épisode 3 : Appartement 207, Tour C
4. épisode 4 : Fichier caché
5. élément 5 : Intrusion
6. épilogue : Reset